# LeConte-Gletscher
Der LeConte-Gletscher ist ein 35 km langer Gletscher im Tongass National Forest im Panhandle von Alaska (USA). Benannt wurde der Gletscher 1887 von Kapitänleutnant C. M. Thomas von der United States Navy nach Joseph LeConte (1823–1901), einem US-amerikanischen Geologen und Professor an der University of California.

## Geografie
Das Nährgebiet des LeConte-Gletschers befindet sich südöstlich des Devils Thumb in den Coast Mountains im Süden der Stikine Icecap. Von dort strömt er 35 km in überwiegend südsüdwestlicher Richtung. Er mündet schließlich 32 km östlich von Petersburg in das hintere Ende der LeConte Bay, einer Bucht des Frederick Sound.
Der LeConte-Gletscher ist der südlichste Gletscher der nördlichen Hemisphäre, der in ein Meer mündet. Seit der ersten Aufzeichnung im Jahr 1887 hat sich der Gletscher um rund 4 km zurückgezogen. Heute wird seine Größe als stabil angenommen.